# Střední škola uměleckoprůmyslová Ústí nad Orlicí
Střední škola uměleckoprůmyslová Ústí nad Orlicí (přezdívaná „umprumka“) je střední odborná škola se sídlem v Ústí nad Orlicí. Od založení její předchůdkyně, C. k. odborné školy tkalcovské, založené v roce 1892, procházela postupně složitým vývojem, se kterým se měnily její názvy i odborné zaměření. Budova školy je umístěna v centru města souběžně s ulicí Husovou, průčelí školy je na ulici Zahradní, naproti budovy Okresního soudu.

## Historie

### Názvy školy
| Od   | Do    | Název                                                                                    |
| 1892 | 1918  | C. k. odborná škola tkalcovská                                                           |
| 1918 | 1921  | Státní odborná škola tkalcovská                                                          |
| 1921 | 1931  | Státní odborná škola pro průmysl textilní                                                |
| 1931 | 1939  | Státní československá odborná škola pro průmysl textilní                                 |
| 1939 | 1945  | Fachschule für Textilindustrie – odborná škola pro průmysl textilní                      |
| 1945 | 1948  | Státní československá odborná škola pro průmysl textilní                                 |
| 1948 | 1949  | Státní průmyslová škola textilní                                                         |
| 1949 | 1950  | Průmyslová škola textilní                                                                |
| 1950 | 1954  | Vyšší průmyslová škola textilní                                                          |
| 1954 | 1961  | Průmyslová škola textilní                                                                |
| 1961 | 1994  | Střední průmyslová škola textilní                                                        |
| 1994 | 1996  | Střední průmyslová škola textilní a Střední odborné učiliště (Integrovaná střední škola) |
| 1996 | 1997  | Střední průmyslová škola, Rodinná škola a Střední odborné učiliště                       |
| 1997 | 1999  | Střední odborná škola, Střední odborné učiliště a Učiliště Ústí nad Orlicí               |
| 1999 | 2006  | Střední odborná škola, Střední odborné učiliště a Učiliště Ústí nad Orlicí – LTI         |
| 2006 | dosud | Střední škola uměleckoprůmyslová Ústí nad Orlicí                                         |

### Počátky
Škola vznikla v reakci na rozvoj textilního průmyslu na Orlickoústecku v roce 1892. Prvním otevřeným oborem bylo dvouleté studium tkalcovství. Škola měla v této době dvě učebny, jednu kancelář a dílnu a učili na ní pouze tři učitelé.

### První republika
Státní odborná škola pro průmysl textilní vyrobila v letech 1922–1929 celkem 39 kusů ručně tkaných standart o rozměrech 3 × 3 a 2 × 2 metry pro prezidenta T. G. Masaryka. Tkaní jedné standarty trvalo tkalci 12–13 týdnů.

### 1961–1993
V letech 1961–1993 nesla škola název Střední průmyslová škola textilní.

### 21. století
Od roku 2006 se škola jmenuje Střední škola uměleckoprůmyslová Ústí nad Orlicí, což odkazuje na skutečnost, že se na škole vyučují různé umělecké obory.
V únoru 2017 byl v depozitáři školy nalezen fragment středověkého brokátového pohřebního roucha o velikosti 20 × 30 cm, které pravděpodobně patřilo Karlu IV. V době rekonstrukce hrobky českých králů na Pražském hradě v roce 1932 škola tento kus látky dostala, aby na jeho základě utkala repliky, které pak byly použity k novému uložení ostatků českých králů po rekonstrukci hrobky a některé také k výrobě historických divadelních kostýmů. Původní kus roucha však zůstal neevidován v depozitáři školy. Po jeho objevení jej ředitel školy v březnu 2017 předal Odboru památkové péče Kanceláře prezidenta republiky, jenž přislíbil jeho vystavení v Ústí nad Orlicí při příležitosti výstavy ke 125. výročí školy ve dnech 9. a 10. června 2017.